# 伐腊毗
伐腊毗（Vallabhi、Valabhi、Valabhipur、Vala），位於印度西部巴夫那加爾附近之古吉拉特邦索拉什特拉半岛古老的城市，其亦名为伐臘毗補羅（Vallabhipura），為古代梅特腊卡王朝的首都。

## 历史
传说一名為毗闍耶犀那（Vijayasena）之刹帝利在2世纪左右建立了城市，从5世纪到8世纪梅特腊卡在伐腊毗统治半岛拉贾斯坦邦南部部分地区，而彼等為笈多王朝统治者室犍陀笈多（Skandagupta）（455—467）派往索拉什特拉半岛的军事长官婆達迦（Bhatarka）将军的后裔。
梅特腊卡前两统治者，婆達迦（Bhatarka）及達羅犀那（Dharasena）一世，僅以西那鉢底（Senapati）（将军）為其头衔，而而第三个统治者怛樓那悉囉（Dronasimha），自封為摩訶羅闍（Maharaja）（伟大的国王）。 之後，瞿訶犀那（Guhasena）王世襲之；但異於前任者，是停止使用“波羅摩拔多羅迦·波陀紐怛耶多（Paramabhattaraka Padanudhyata）”此头衔，蓋因此名表示名義上效忠笈多王朝的君主。彼子達羅犀那（Dharasena）二世使用“摩訶提羅闍（Mahadhiraja）”头衔。而達羅犀那（Dharasena）二世之子悉羅提遮一世達摩提遮（Siladitya-I Dharmaditya），被玄奘稱讚為“行政能力和罕见的仁慈的君主”。悉羅提遮（Siladitya）為其弟佉羅揭羅訶（Kharagraha）一世所取代。
佉羅揭羅訶（Kharagraha）一世在位期间（616年）之文物被发现，更知其领土包含鄔闍衍那。 而8世纪中叶阿拉伯人入侵之时，梅特腊卡统治便结束矣。
伐腊毗是耆那教徒中心，但玄奘7世纪访问伐腊毗时，发现其统治者為佛教徒；义净访问伐腊毗时，亦发现伐腊毗是耆那教及佛教之中心；而安慧是伐腊毗在7世纪中期之著名佛教学者；《明史》作夏剌比。

## 延伸阅读
Module:Wikisource_further_reading第46行Lua错误：attempt to concatenate local 'id' (a nil value)